# George D. Ruggles
Pour les articles homonymes, voir Ruggles.
George David Ruggles (11 septembre 1833 - 19 octobre 1904) était un officier de l'armée américaine (US Army) qui a occupé le poste d'adjudant général de l'armée américaine de 1893 à 1897.

## Biographie
Il est né à Newburgh, dans l'État de New York. Ses parents sont décédés lorsqu'il était jeune et il a été élevé par son oncle, Charles H. Ruggles, qui était juge en chef de la cour d'appel de New York (New York Court of Appeals). Diplômé de l'Académie militaire des États-Unis en 1855, il est nommé au 2e régiment d'infanterie (2nd Infantry Regiment), dans lequel il sert jusqu'au début de la guerre de Sécession.
Au début de la guerre, il occupe divers postes d'état-major avant de devenir colonel et chef d'état-major de l'Armée de Virginie sous les ordres du général John Pope, où il participe à la bataille de Cedar Mountain, à la deuxième bataille de Bull Run et à la bataille de Chantilly. Il sert ensuite comme assistant du chef d'état-major de l'Armée du Potomac et participe aux batailles de South Mountain et d'Antietam. En décembre 1862, il est affecté à l'état-major de Washington. En février 1865, il est nommé adjudant général de l'Armée du Potomac sous les ordres du général George Meade et prend part à la bataille de Hatcher's Run.
Après la fin de la guerre, Ruggles reste au département de l'adjudant général et, de juillet 1865 à mai 1888, il occupe le poste d'adjudant général pour différents départements, dont le département de la Platte et le département du Dakota. De janvier 1889 à juillet 1891, il occupe le poste d'adjudant général au niveau de la division du Pacifique et de la division de l'Atlantique.
En décembre 1892, il retourne au département de l'adjudant général à Washington et est élevé au rang d'adjudant général de l'armée américainee avec le grade de Brigadier General (général de brigade) en novembre 1893.
Il prend sa retraite en septembre 1897. En avril 1898, il est nommé gouverneur du Soldiers' Home à Washington, D.C., où il reste jusqu'en janvier 1903.
Il meurt le 19 octobre 1904 à Washington, D.C. et est enterré au cimetière national d'Arlington.

## Famille
En 1868, Ruggles épouse Alma Hammond L'Hommedieu (1843-1921). Ils ont quatre enfants, Colden, Charles, Alma et Francis.

## Source
- (en) Cet article est partiellement ou en totalité issu de l’article de Wikipédia en anglais intitulé « George D. Ruggles » (voir la liste des auteurs).